# 契恰里亚山脉
契恰里亚是伊斯特拉半岛北部与东北部的山地高原。长45千米，宽10–15千米。大部位于克罗地亚，其北部位于斯洛文尼亚的西南（內卡尼奧拉的传统区域）。最高峰Veliki Planik海拔1,272米。
由于其喀斯特地貌，该区域平均每平方公里7人(2001)，极度欠发达。